# La Petite-Verrière
La Petite-Verrière település Franciaországban, Saône-et-Loire megyében. Lakosainak száma 48 fő (2022. január 1.). La Petite-Verrière Cussy-en-Morvan, Anost, Roussillon-en-Morvan, La Celle-en-Morvan és Sommant községekkel határos.

## Népesség
A település népességének változása:
| Lakosok száma | 52   | 51   | 53   | 52   | 52   | 51   | 51   | 50   | 48   |
|               | 2013 | 2015 | 2016 | 2017 | 2018 | 2019 | 2020 | 2021 | 2022 |